# L'Arabie interdite
Pour plus de détails, voir Fiche technique et Distribution.
L'Arabie interdite est un film français réalisé par René Clément, sorti en 1938.

## Synopsis
Documentaire réalisé au Yémen.

## Fiche technique
- Titre français : L'Arabie interdite
- Réalisation : René Clément
- Photographie : René Clément
- Montage : René Clément
- Pays d'origine :  France
- Langue originale : français
- Format : noir et blanc — 35 mm — 1,37:1 — son Mono
- Genre : Documentaire
- Durée : 50 minutes
- Dates de sortie : 
  - France : 1938

## Autour du film
- Ce film fut un temps considéré comme perdu avant d'être retrouvé au Musée de l'Homme par l'ethnologue Claudie Fayein[1]